# ناقلة الغلوتامين
ناقلة الغلوتامين وتترجم حرفيًا إلى ترانسغلوتاميناز (بالإنجليزية: Transglutaminase)‏ (تصنيف شيفرته EC 2.3.2.13) هو إنزيم يُحفز تشكيل الرابطة التساهمية بين مجموعة الأمين الحرة (على سبيل المثال، البروتين أو الببتيد ليسين), ويعتبر معقد الغليادين. ومجموعة الأسيل تقع في نهاية سلسلة من جوانب البروتين أو الببتيد الجلوتامين. وتنتج عنه رد فعل جزيء من الأمونيا. وقد وصفت الترانسغلوتاميناز لأول مرة في عام 1959. وتم اكتشاف النشاط البيوكيميائية الدقيق له في الدم ,ودوره في تخثر البروتين في عام 1968.

## التواجد
ترانسغلوتاميناز موجود بشكل طبيعي في معظم الأنسجة الحيوانية وسوائل جسم البشر، ويشارك في العمليات البيولوجية المختلفة. هذا الانزيم يعمل فقط على البروتينات عن طريق حفز ردود الفعل في تشكيل روابط تساهمية بين مجموعة carboxylamide من السلسلة الوحشية على بقايا الجلوتامين (GLN) والمجموعة الأمينية من السلسلة الجانبية ليسين (ليز). ويمكن تشكيل هذه المجموعات بين البروتينات من أنواع مختلفة، مثل: كازيين، myosins، فول الصويا الجلوبيولين، الجلوتين، actins الخ
هذه الصيغ تقدم خصائص جديدة لبنية هيكل الكائنات، وتزيد من قيمتها المضافة.
استخدام الغلوتامين في الاستعدادات اللحوم والأسماك يساعد على تحسين الثبات، ومرونة، اللزوجة، الحرارية الاستقرار والقدرات احتباس السائل. هذا الانزيم يمكن استخدامها في جميع أنواع اللحوم والأسماك.
في منتجات الألبان، الغلوتامين يعمل عن طريق زيادة العائد الجبن وتحسين الملمس في اللبن كامل الدسم ومنزوع الدسم،